# Andy Bean
Andy Bean (Chicago, 1984. október 7. –) amerikai színész. Legismertebb filmje az Az – Második fejezet című film.

## Magánélete
2019. november 17-én megszületett első gyermeke, Penelope Cuesta-Loeb Bean.

## Filmográfia

### Film
| Év   | Magyar cím                     | Eredeti cím                             | Szerep        | Magyar hang      | Rendező               |
| ---- | ------------------------------ | --------------------------------------- | ------------- | ---------------- | --------------------- |
| 2016 | A beavatott-sorozat: A hűséges | The Divergent Series: Allegiant         | Romit         | Seszták Szabolcs | Robert Schwentke      |
| 2016 |                                | Poor Boy                                | Drime         |                  | Robert Scott Wildes   |
| 2016 |                                | Bad Vegan and the Teleportation Machine | Spike         |                  | Antón Goenechea       |
| 2017 | Transformers: Az utolsó lovag  | Transformers: The Last Knight           | ügyvéd        | Magyar Bálint    | Michael Bay           |
| 2019 | Az – Második fejezet           | It: Chapter Two                         | Stanley Uris  | Markovics Tamás  | Andy Muschietti       |
| 2021 | Eleven kór                     | Malignant                               | Frank Lake    | Makranczi Zalán  | James Wan             |
| 2021 | Richard király                 | King Richard                            | Laird Stabler | Markovics Tamás  | Reinaldo Marcus Green |

Rövidfilmek
- 2007: Neptunus Rex – Beliveau
- 2017: Magic '85 – Fred
- 2018: Leaving Hope – Mike
- 2019: Find What You Love and Let It Kill You – Travis

### Televízió
| Év        | Magyar cím            | Eredeti cím                 | Szerep       | Megjegyzések                         |
| --------- | --------------------- | --------------------------- | ------------ | ------------------------------------ |
| 2014–2016 |                       | Power                       | Greg Knox    | 28 epizód                            |
| 2018      | Itt és most           | Here and Now                | Henry        | 7 epizód                             |
| 2018      |                       | Michael and Michael Are Gay | Jacob        | minisorozat (1 epizód)               |
| 2019      | Mocsárlény: A sorozat | Swamp Thing                 | Alec Holland | 10 epizód magyar hangja Czető Roland |

## Fordítás
- Ez a szócikk részben vagy egészben  az   Andy Bean (actor) című angol Wikipédia-szócikk fordításán alapul.  Az eredeti cikk szerkesztőit annak laptörténete sorolja fel. Ez a jelzés csupán a megfogalmazás eredetét és a szerzői jogokat jelzi, nem szolgál a cikkben szereplő információk forrásmegjelöléseként.